# Akita Shoten
Nhà Xuất Bản Akita Shoten (株式会社秋田書店 (Chu thức Hội Xã Thu Điền Thư Điếm) Kabushiki-gaisha Akita Shoten, Akita Bookstore Co., Ltd.) là một công ty xuất bản của Nhật Bản thành lập vào ngày 10 tháng 8 năm 1948 tại Chiyoda, Tokyo.

## Manga

### 1969
- The Abashiri Family
- The Crater
- Dororo[2]

### 1970
- Sensuikan Super Nine Nine

### 1971
- Babel II

### 1972
- Dokaben
- Gun Frontier

### 1973
- Black Jack
- Cutie Honey

### 1974
- Cosmoship Yamato

### 1975
- Bride of Deimos
- Eko Eko Azarak
- Grendizer
- Uchu Enban Daisenso

### 1976
- Crest of the Royal Family
- From Eroica with Love

### 1977
- His Name Is 101
- Space Pirate Captain Harlock

### 1979
- The Book of Human Insects
- Mobile Suit Gundam

### 1981
- A, A Prime

### 1982
- Plawres Sanshiro

### 1983
- Dai Kōshien

### 1987
- Lady!!
- Ogenki Clinic

### 1988
- Darkside Blues
- Vampire Princess Miyu

### 1990
- Crows

### 1991
- Baki the Grappler
- Inochi no Utsuwa

### 1992
- Samurai Legend

### 1993
- Super Radical Gag Family

### 1994
- Apocalypse Zero
- Canon

### 1995
- A.I. Revolution
- Dokaben Professional Baseball

### 1996
- Musashi Number 9

### 1998
- Alien Nine

### 1999
- Fire Candy
- New Grappler Baki: In Search of Our Strongest Hero

### 2000
- Battle Royale
- By the Sword
- Hanaukyo Maid Team
- Love Junkies
- Nanaka 6/17
- Three in Love
- With the Light

### 2001
- Cantarella
- Dejiko's Champion Cup
- Eiken
- Ikebukuro West Gate Park
- S-CRY-ed
- Seven of Seven

### 2002
- Bogle
- Demon City Shinjuku
- Hungry Heart: Wild Striker
- Koi Koi Seven
- No Bra
- Noodle Fighter Miki
- Original! Super Radical Gag Family
- Saint Seiya Episode.G
- Worst
- X-Day

### 2003
- Alien 9 Emulators
- Battle Royale II: Blitz Royale
- Crossroad
- Fūma no Kojirō: Yagyū Ansatsuchō
- Gaki Rock
- The Knockout Makers
- Princess Tutu
- Shigurui
- Tenshi Ja Nai!!

### 2004
- After School Nightmare
- Cutie Honey
- Dokaben Superstars
- Fuan no Tane
- Junk: Record of the Last Hero
- My-HiME
- Oyayubihime Infinity
- Ray the Animation

### 2005
- Baki: Son of Ogre
- Black Jack: the Dark Surgeon
- Crown
- Densha Otoko: The Story of a Train Man Who Fell in Love With A Girl
- My-Otome
- Train Man: Go, Poison Man!
- squid girl / ika musume

### 2006
- Cat Paradise
- Franken Fran
- KimiKiss: Sweet lips
- Mitsudomoe
- Muteki Kanban Musume N
- The Qwaser of Stigmata
- Saint Seiya: The Lost Canvas
- Saint Seiya: Next Dimension
- Samurai Harem: Asu no Yoichi
- Shinobi Life
- Sundome

### 2007
- Blue Drop: Maiorita Tenshi
- Blue Drop: Tenshi no Bokura
- Blue Drop: Tenshi no Itazura
- El Cazador de la Bruja
- Doki Doki Majo Shinpan!
- Fuan no Tane Plus
- Nekogami Yaoyorozu
- Squid Girl
- Volume 0: Aiolos

### 2008
- Aki Sora
- Black Rose Alice[3]
- Demon King Daimao
- Rescue Me!
- Yowamushi Pedal

### 2009
- Hana no Zubora-Meshi

### 2010
- Always! Super Radical Gag Family
- Ibitsu
- Sugarless

### 2011
- Maoyū Maō Yūsha: Oka no Mukō e
- Saint Seiya: The Lost Canvas - Anecdotes

### 2012
- Dokaben Dream Tournament
- Magical Girl Apocalypse
- Darwin's Game

### 2013
- Le Fruit de la Grisaia: Sanctuary Fellows
- Saint Seiya: Saintia Shō

### 2014
- Saint Seiya Episode.G: Assassin
- The Way of Baki

### 2015
- The House in Fata Morgana: Anata no Hitomi o Tozasu Monogatari[4]

### 2016
- Beast Complex
- Beastars

## Tạp chí

### Tạp chí truyện tranh hướng nam

#### Tạp chí Shōnen
- Bessatsu Shōnen Champion (別冊少年チャンピオン Bessatsu Shōnen Champion?) – Hai tháng một lần (ngày 12 của tháng)
- Champion Red (チャンピオンレッド Chanpion Reddo?) – Hàng tháng (ngày 19 của tháng)
- Monthly Shōnen Champion (月刊少年チャンピオン Gekkan Shōnen Chanpion?) – Hàng tháng (ngày 6 của tháng)
- Weekly Shōnen Champion (週刊少年チャンピオン Shūkan Shōnen Chanpion?)[5] – hàng tuần (mỗi thứ Năm)
- Manga Cross (マンガクロス Mangakurosu?) - Hàng tuần (mỗi thứ Ba và thứ Năm)[6]

#### Tạp chí Seinen
- Champion Red Ichigo (チャンピオンレッドいちご Chanpion Reddo Ichigo?) – Hai tháng một lần (ngày 5 của tháng), đã dừng hoạt động
- Golf Comic (ゴルフコミック Gorufu Komikku?) – Hàng tháng (ngày đầu mỗi tháng)
- Play Comic (プレイコミック Purei Comikku?) – nửa tháng một lần (thứ Năm của tuần thứ hai và thứ bốn trong tháng)
- Young Champion (ヤングチャンピオン Yangu Chanpion?) – nửa tháng một lần (thứ Ba của tuần thứ hai và thứ bốn trong tháng)
- Young Champion Retsu (ヤングチャンピオン烈 Yangu Chanpion Retsu?) – Hai tháng một lần (ngày 3 của tháng)

### Tạp chí truyện tranh hướng nữ
- Princess (プリンセス Purinsesu?) - Hàng tháng (ngày 6 của tháng)
- Princess Gold (プリンセスゴールド Purinsesu Gōrudo?) - đã dừng hoạt động
- Petit Princess (プチプリンセス Puchi Purinsesu?) – Hàng tháng (ngày 1 của tháng)
- Mystery Bonita (ミステリーボニータ Misutarī Bonīta?) – ngày 6 của mỗi tháng
- Suspiria Mystery (サスペリアミステリー Sasuperia Misutarī?) – ngày thứ 24 của mỗi tháng
- Elegance Eve (エレガンスイブ Eregansu Ibu?) – ngày 26 mỗi tháng
- For Mrs. (フォアミセス Foa Misesu?) – Hàng tháng (ngày 3 mỗi tháng)
- For Mrs. Special (フォアミセススペシャル for Mrs. Supesharu?) - Ba tháng một lần
- Love MAX (恋愛 MAX Rabu Makkusu?) – ngày 6 mỗi tháng
- Love Cherry Pink (恋愛チェリーピンク Rabu Cherī Pinku?) – ngày 6 mỗi tháng
- Desir SP (デジールSP Dejīru Supesharu?) – ngày 28 mỗi tháng
- Hitomi (ひとみ Hitomi?) – đã dừng hoạt động

### Tạp chí khác
- Family Computer Champion (ファミコンチャンピオン Famikon Chanpion?) – đã dừng hoạt động
- Bōken'ō (冒険王 Bōken'ō?) - đã dừng hoạt động[7]